# امبرتو بالدینی

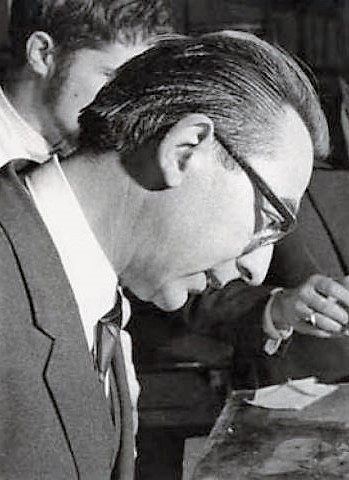
امبرتو بالدینی، تاریخ‌دان اهل ایتالیا - دهه ۱۹۶۰

امبرتو بالدینی (۹ نوامبر ۱۹۲۱ – ۱۶ اوت ۲۰۰۶) مدرس تاریخ هنر و متخصص در تئوری حفاظت و مرمت میراث فرهنگی اهل ایتالیا بود.
او وظیفه مدیریت اضطراری مرمت بسیاری از شاهکارهای هنری را که در سال ۱۹۶۶ در سیل فلورانس آسیب دیده بودند را برعهده داشت و نتیجه این فعالیت‌های او تکنیک‌ها و روش‌هایی را به جهان تقدیم داشت که به اصطلاح «مکتب فلورانس» در مرمت شهرت دارد.
او رئیس دانشگاه بین‌المللی هنر فلورانس ایتالیا و همچنین مدیر موزه هورن در فلورانس بود.